# 広島県立総合技術高校野球部いじめ自殺事件
広島県立総合技術高校野球部いじめ自殺事件（ひろしまけんりつそうごういじゅつこうこうやきゅうぶいじめじさつじけん）は、日本の高等学校の野球部で起きたいじめ自殺事件。

## 概要

### 事件の発生
2014年2月24日に広島県立総合技術高等学校の野球部に在籍する1年生の男子生徒が自宅で自殺をしていたのが発見される。自殺の前日にはこの自殺した生徒は両親に部活動を辞めたいということを相談していた。3月26日に広島県立総合技術高等学校はこの事件での調査結果を明らかにして、それによるとこの自殺した生徒は通院をするために部活動を休むということがあった。そしてこの部活動を休んでいることに対して他の部員からは電話やLINEでサボっているのでは無いのかと追及されるということがあった。調査においては追及した部員はこれは軽い悪ふざけでありいじめの認識は無かったと主張していた。だが高校側にはこれは生徒に心理的苦痛を与えるいじめであると判断されていた。
この自殺した生徒というのは2月21日までは登校して部活動に参加していたものの、2月22日と2月23日は体調不良を理由として部活動を休んでいた。自殺した生徒の両親の証言によると、この自殺した生徒は部活動を休んだ後には部室内のロッカーが荒らされたり、他の部員から休んだ理由を厳しく問い詰められるということをされていた。これらのことについては学校側の調査で他の部員からも同様の証言を得ることができている。

### 学校への処分
2014年4月30日に大阪市で日本高等学校野球連盟の定例の審議会が開かれ、そこでは男子部員が自殺した要因はいじめであったことについての広島県立総合技術高等学校野球部に対する処分は有期の対外試合禁止処分が相当であるとして、5月9日の日本学生野球協会審査室に上申することが決められる。いじめが要因で自殺したことでの事案を審議するのはこれが初であった。日本高等学校野球連盟の審議委員長は学校側がいじめが有ったと認めているためにいじめが無かったとはいえないこととして、自殺することになったという結果は重大であるとしていた。
2014年5月9日に日本学生野球協会審査室会議は、このいじめが原因で自殺した事件の処分に対して同年7月10日まで広島県立総合技術高校野球部を対外試合禁止にするという処分を決めた。全国高等学校野球選手権大会への出場をかけた広島大会は処分最終日の翌日に開幕であるために高校としての出場は可能となった。だがいじめを行っていた5人を含むこの時点での2年生の全員は広島大会への選手登録を認めないということも決められた。この時点での3年生が出場できるようになっていたのは、野球部の部室というのは1年生と上級生は別々になっているということから、3年生はいじめには関与していないだろうと思われたために配慮されていたためであった。